# The Admiral: Roaring Currents
Série
Hansan : La Bataille du dragon
(2022)
Pour plus de détails, voir Fiche technique et Distribution.
The Admiral: Roaring Currents ou Roaring Currents (hangeul : 명량: 회오리바다 ; RR : Myeonglyang: hoeolibada ; litt. « Courants fous : les mers de la tornade »), disponible en France sous le titre L'Amiral, est un film historique sud-coréen coécrit et réalisé par Kim Han-min, sorti en 2014. Il s'agit d'un portrait de l'amiral Yi Sun-sin en pleine bataille de Myong-Yang, dans la dynastie Joseon.
Il a pour suite intitulée Hansan : La Bataille du dragon (한산: 용의 출현, 2022) du même réalisateur.

## Synopsis
Durant la bataille de Myong-Yang en 1597, l'amiral Yi Sun-sin gère ses treize navires contre les trois cent navires japonais…

## Fiche technique
- Titre original : 명량-회오리바다 (Myeonglyang: hoeolibada)
- Titre de travail : Battlefield - Whirlwind Sea[1] et Battle Of Myeongryang[2]
- Titre international : The Admiral: Roaring Currents ou Roaring Currents
- Réalisation : Kim Han-min
- Scénario : Jeon Cheol-hong et Kim Han-min
- Décors : Jang Chun-seop
- Costumes : Gwon Yoo-jin et Im Seung-hui
- Photographie : Kim Tae-seong
- Son : Choi Tea-yeong
- Montage : Kim Chang-joo
- Musique : Kim Tae-seong
- Production : Kim Joo-gyeong
- Société de production : Big Stone Pictures
- Société de distribution : CJ Entertainment
- Pays d'origine :  Corée du Sud
- Langues originales : coréen, japonais
- Format : couleur
- Genre : historique
- Durée : 128 minutes
- Date de sortie :
  - Corée du Sud : 30 juillet 2014 (nationale)
  - France : 6 juillet 2016 (DVD/Blu-ray)

## Distribution
- Choi Min-sik : Yi Sun-sin
- Ryoo Seung-ryong : Kurushima Michifusa
- Jo Jin-woong : Wakisaka Yasuharu
- Kim Myeong-gon : Tōdō Takatora
- Jin Goo : Im Joon-yeong
- Lee Jeong-hyeon : Lady Jeong
- Kwon Yul : Yi Hwoe, fils de Yi Sun-sin
- Noh Min-woo : Ha-roo
- Kim Tae-hoon : Kim Joong-geol
- Ryohei Otani : Joon-sa
- Lee Seung-joon : le capitaine Ahn-wi
- Kim Kang-il : Katō Yoshiaki
- Park Bo-geom : Na Dae-yong
- Lee Hae-Young : le captiaine Song
- Jang Jun-nyeong : le lieutenant Nah
- Moon Yeong-dong : Kim Dol-son
- Yoo Soon-woong : Elder Kim
- Kim Gil-dong : le capitaine Hwang
- Choi Deok-moon : le capitaine Song
- Park No-sik : le capitaine Kim
- Kim Hyeon-tae : Ok-hyeong
- Kang Tae-young : Kimura
- Kim Gu-taek : Bae Hong-suk
- Joo Seok-tae : Katsura
- Jo Bok-rae : Oh Sang-goo
- Go Kyung-pyo : Oh Duk-yi
- Nam Kyung-eup : Kwon Yul

## Production
En plein début du projet, le réalisateur Kim Han-min se prépare pour son film provisoirement intitulé Battlefield - Whirlwind Sea avant de se modifier en Battle Of Myeongryang en août 2013 et d'officialiser en The Admiral: Roaring Currents.
En janvier 2013, l'acteur Ryohei Otani a été choisi pour le rôle du commandant Joon-sa, aux côtés de Choi Min-sik, Ryoo Seung-ryong, Jo Jin-woong et bien d'autres.
Le tournage se déroule du 28 janvier au 21 juillet 2013, soit environ sept mois.

## Accueil

### Sorties
The Admiral: Roaring Currents sort le 30 juillet 2014 en Corée du Sud, avant d'être sélectionné et présenté au festival international du film de Busan en octobre 2014.
En France, il sort le 6 juillet 2016 en DVD sous le titre L'Amiral.

### Box-office
En quatorze semaines en Corée du Sud, entre le 30 juillet et le 23 octobre 2014, le film a été vu par 17 608 304 spectateurs dont les revenus comptent précisément 135,7 millards de won.

## Distinctions

### Récompenses
- Buil Film Awards 2014 :
  - Meilleur film
  - Meilleur directeur de la photographie pour Kim Tae-seong
  - Meilleur chef des décors pour Jang Chun-seop
- Asia Star Awards 2014 : Meilleur acteur de l'année pour Choi Min-sik
- Korean Association of Film Critics Awards 2014 :
  - Meilleur acteur pour Choi Min-sik
  - Meilleure réussite technique
- Grand Bell Awards 2014 :
  - Meilleur film
  - Meilleur acteur pour Choi Min-sik
  - Meilleur technique (Technical Award) pour Yoon Dae-won
  - Meilleure planification (Best Planning) pour Kim Han-min

### Nominations et sélections
- Festival international du film de Busan 2014 : sélection « Panorama »
- Buil Film Awards 2014 :
  - Meilleure réalisation pour Kim Han-min
  - Meilleur acteur pour Choi Min-sik
  - Meilleure actrice dans un second rôle pour Lee Jeong-hyeon